# Omo Nada
Omo Nada ou Omonada (en oromo : Oomoo Naaddaa) est un woreda de l'ouest de l'Éthiopie situé dans la zone Jimma de la région Oromia. Il compte 248 173 habitants en 2007. Son centre administratif est Nada. Asendabo est cependant sa principale agglomération.

## Situation
Bordé au sud par la rivière Gojeb qui le sépare de la région Éthiopie du Sud-Ouest, au sud-est par la rivière Gibe qui le sépare de la région des nations, nationalités et peuples du Sud (RNNPS) et au nord par la rivière Gilgel Gibe[réf. souhaitée], le woreda Omo Nada forme le coin sud-est de la zone Jimma. Il y est entouré par les woredas Dedo, Kersa et Sokoru.
Son centre administratif, Nada, se trouve vers 1 800 m d'altitude quelques kilomètres au sud de la route principale qui va de Jimma à Addis-Abeba. Nada peut également s'appeler « Omonada » ou « Omo Nada » sur les cartes,.
Asendabo se trouve sur la route principale, vers 1 750 m d'altitude, à une cinquantaine de kilomètres de Jimma.

## Population
Au recensement national de 2007,le woreda atteint 248 173 habitants dont 5 % de citadins.
Asendabo qui compte 7 120 habitants en 2007 est la principale agglomération recensée, elle est suivie par Nada qui compte 5 095 habitants à la même date.
La majorité des habitants du woreda (62 %) sont musulmans, 19 % sont orthodoxes et 2 % sont protestants.
En 2022, la population du woreda est estimée à 355 217 personnes avec une densité de population de 219 personnes par km2 et 1 619 km2 de superficie.

## Histoire
En revenant de son ascension du mont Kaffarsa, Jules Borelli y découvre le 15 janvier 1888 des tombes dont les inscriptions prouvent que le royaume de Garo était chrétien.